# Camptocladius glacialis
Camptocladius glacialis är en tvåvingeart som först beskrevs av Jean-Jacques Kieffer 1926.  Camptocladius glacialis ingår i släktet Camptocladius och familjen fjädermyggor. Inga underarter finns listade i Catalogue of Life.